# Politique en Slovénie
La Slovénie est une république multipartite parlementaire, où le président du gouvernement est le chef du gouvernement. Le pouvoir exécutif est exercé par le gouvernement tandis que le pouvoir législatif revient au parlement. Le pouvoir judiciaire est indépendant des deux premiers.
La constitution slovène a été adoptée le 23 décembre 1991 et est entrée en vigueur le jour même.
Depuis l'éclatement de l’ex-Yougoslavie, la Slovénie a institué un système politique stable, multipartite et démocratique, caractérisé par des élections transparentes, une presse libre et le respect des droits de l'homme.

## Place dans le monde
Depuis son indépendance le 25 juin 1991, la Slovénie poursuit sa stabilisation économique et son ouverture politique, en mettant l'accent sur ses perspectives en Europe occidentale et sur son héritage d'Europe centrale. Aujourd'hui, son influence régionale est en pleine croissance. La Slovénie participe à la force de stabilisation SFOR déployée en Bosnie et à la force de maintien de la paix KFOR déployée au Kosovo.
De 1998 à 2000, la Slovénie a occupé le poste de membre non-permanent du Conseil de sécurité des Nations unies. La Slovénie est membre des Nations unies depuis mai 1992 et du Conseil de l'Europe depuis mai 1993. La Slovénie a signé un accord d'association avec l'Union européenne en 1996 et est membre de l'Accord de libre-échange centre-européen. La Slovénie est également membre des plus importantes institutions financières internationales (le Fonds monétaire international, la Banque mondiale et la Banque européenne pour la reconstruction et le développement) et de 40 autres organisations internationales, comme l'Organisation mondiale du commerce dont elle est un membre fondateur.

## Historique politique

### Domination de la LDS

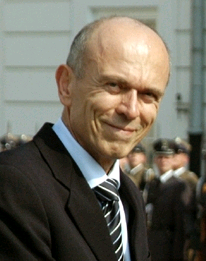
Janez Drnovšek, président du gouvernement entre 1992 et 2002.

Du fait du mode de scrutin proportionnel, le pays est systématiquement dirigé par un gouvernement de coalition. Entre 1992 et 2004, à l'exception de quelques mois en 2000, toutes les alliances ont été dominées par la Démocratie libérale de Slovénie (Liberalna demokracija Slovenije, LDS), issue du centre gauche.
Son fondateur, Janez Drnovšek, a exercé les fonctions de président du gouvernement de 1992 à 2000, lorsque Andrej Bajuk, du Parti populaire slovène (Slovenska ljudska stranka, SLS), est parvenu à constituer une alliance alternative, à six mois des législatives. Toutefois, la large victoire de la LDS lors de ce dernier scrutin a permis à Drnovšek de retrouver le pouvoir.
En 2002, il décide de se présenter à l'élection présidentielle et devient alors président de la République. Il cède le pouvoir au ministre des Finances, Anton Rop, battu aux élections législatives de 2004 par le Parti démocratique slovène (Slovenska demokratska stranka, SDS) de Janez Janša. Ce dernier ayant constitué une coalition de centre droit, il devient président du gouvernement.

### Morcellement du jeu politique
Après quatre années au pouvoir, Janša est lui-même battu par les Sociaux-démocrates (Socialni demokrati, SD). Borut Pahor est alors porté à la direction du gouvernement, grâce au soutien d'une alliance de centre gauche dont la LDS fait partie, en tant que partenaire minoritaire. La coalition prend cependant fin en 2011 et les législatives anticipées qui suivent voient le recul des SD, l'effondrement de la LDS et la percée de deux nouveaux partis, Slovénie positive (Pozitivna Slovenija, PS) et la Liste civique (Državljanska lista, DL).
Janez Janša, dont le SDS est arrivé deuxième, constitue alors une alliance de cinq partis et reprend la direction de l'exécutif. Accusé de corruption, il est renversé par une motion de censure en février 2013 et remplacé un mois plus tard par Alenka Bratušek, présidente de PS et première femme à diriger le gouvernement slovène. Le 25 avril 2014, Zoran Janković, ancien chef de Slovénie positive revient à la tête du parti, face à la cheffe du gouvernement, qui quitte le parti. Les autres membres de la coalition gouvernementale refusant de travailler avec lui, de nouvelles élections anticipées sont organisées en juillet 2014.
Lors de ces élections, c'est encore un nouveau parti qui arrive en tête, le Parti de Miro Cerar (SMC), devant le Parti démocratique slovène de Janša, en prison depuis avril. Miro Cerar devient président du gouvernement le 18 septembre 2014, à la tête d'un gouvernement comprenant également les Sociaux-démocrates et le Parti démocrate des retraités slovènes (DeSUS).

## Pouvoir exécutif

### Titulaires
| Fonction                                         | Nom | Nom               | Parti                          | Depuis           |
| ------------------------------------------------ | --- | ----------------- | ------------------------------ | ---------------- |
| Présidente de la république Predsednik republike |     | Nataša Pirc Musar | Indépendante                   | 22 décembre 2022 |
| Président du gouvernement Predsednik vlade       |     | Robert Golob      | Mouvement pour la liberté (GS) | 1er juin 2022    |

### Organisation
Le président de la République est le chef de l'État. Il est élu pour un mandat de cinq ans, renouvelable une fois, au suffrage universel direct. Il exerce surtout une magistrature morale.
Le président du gouvernement est le chef du gouvernement. Il est élu par l'Assemblée nationale, sur proposition du président de la République ou d'un groupe parlementaire. Il est le véritable détenteur du pouvoir exécutif.

## Pouvoir législatif
Le parlement est composé de deux chambres: 
- l'Assemblée nationale (Državni zbor) compte 90 députés élus pour quatre ans dont 88 à la représentation proportionnelle et 2 élus par les minorités ethniques hongroise et italienne.
- le Conseil national (Državni svet) compte 40 membres élus pour cinq ans dont 22 représentants locaux élus dans des circonscriptions à siège unique et 18 représentants d'intérêts socioprofessionnels élus par des représentants d'associations et d'organisations de la société civile; son rôle est essentiellement consultatif et il dispose de pouvoirs législatifs limités.

## Pouvoir judiciaire
La Cour suprême est la plus haute instance de recours. Ses juges sont élus par l'Assemblée nationale sur proposition du Conseil de la magistrature. La Cour constitutionnelle est chargée de l'interprétation de la Constitution et garantit la conformité des lois avec cette dernière; ses juges sont élus pour neuf ans par l'Assemblée nationale et nommés par le Président.

## Partis politiques et élections
Les partis de gauche et de droite se distinguent peu par leur politique publique. La société slovène est construite sur un consensus qui a convergé vers le modèle social-démocrate. Les différences politiques ont tendance à provenir des rôles joués par les groupes ou les individus à l'époque communiste et pendant la lutte pour l'indépendance.
- Parti du centre moderne (Stranka modernega centra, SMC) Miro Cerar, président ;
- Parti démocratique slovène (Slovenska demokratska stranka, SDS) Janez Janša, président ;
- Parti démocrate des retraités slovènes (Demokraticna stranka upokojencev Slovenije, DeSUS) Karel Erjavec, président ;
- Gauche unie (Združena levica, ZL) ;
- Sociaux démocrates (Socialni demokrati, SD) Dejan Židan, président ;
- Nouvelle Slovénie - Parti chrétien populaire de Slovénie (Nova Slovenija Kršcanska ljudska stranka, NSi) Ljudmila Novak, présidente ;
- Alliance d'Alenka Bratušek (Zavezništvo Alenke Bratušek, ZaAB) Alenka Bratušek, présidente ;

## Relations avec l'Union européenne
- Le 10 juin 1996, la Slovénie signe un accord d'association avec l'UE et présente sa demande d’adhésion à l'UE.
- Le 31 mars 1998, l'UE ouvre des négociations d'adhésion avec la Slovénie, ces négociations s'achèvent lors du Conseil européen de Copenhague du 13 décembre 2002.
- le 1er février 1999, l'accord d'association entre en vigueur.
- Le 23 mars 2003, 89,6 % des Slovènes approuvent l'adhésion par référendum.
- Le 14 avril 2003, le Conseil européen approuve l’adhésion.
- Le 16 avril 2003, la Slovénie signe le traité d'adhésion, en vigueur le 1er mai 2004.
- Le 2 mars 2006, la Slovénie demande que soit examinée sa subordination aux critères de convergence.
- Le 16 mai 2006, la Banque centrale européenne[1] et la Commission européenne[2] publient leurs rapports sur le respect des critères de convergence par la Slovénie.
- Le 16 juin 2006, le Conseil européen autorise l'adoption de l'euro, après la décision des chefs d'État ou de gouvernement. Les ministres de l'Économie et des Finances (Ecofin), le 11 juillet 2006, abrogent la dérogation dont la Slovénie jouit pour l'adoption de la monnaie unique le 1er janvier 2007[3] et fixent le taux irrévocable de conversion : 1 euro = 239,640 tolars slovènes[4].
- Le 21 décembre 2007, la Slovénie entre dans l'espace Schengen[5].
- 1er janvier - 30 juin 2008, la Slovénie préside pour la première fois le Conseil de l'Union européenne. Elle est le premier des États membres ayant rejoint l'Union européenne en 2004 à assurer la présidence du Conseil de l'Union européenne.

## Participation internationale
AID, AIEA, BERD, BM, BRI, CE, CEI, CIO, CNUCED, CPA, CPI, EAPC, EU, EUO (partenaire associé), FAO, IADB, IFC, FISCRCR, FMI,  Intelsat (utilisateur non signataire), Interpol,  ISO, MICR, MNA (invité), OACI, OIM, OIT, OMC, OMD, OMI, OMM, OMPI, OMS, ONU, ONUDI, OPCW, OTAN,  OSCE,  PPP, UIT, UNECE, UNESCO, UNFICYP, UNTSO, UPU, WToO

## Galerie de dirigeants politiques récents
Présidence

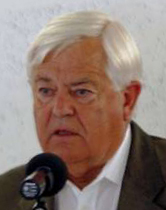
Milan Kučan 1991-2002
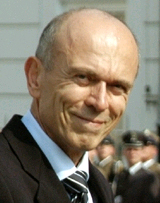
Janez Drnovšek 2002-2007
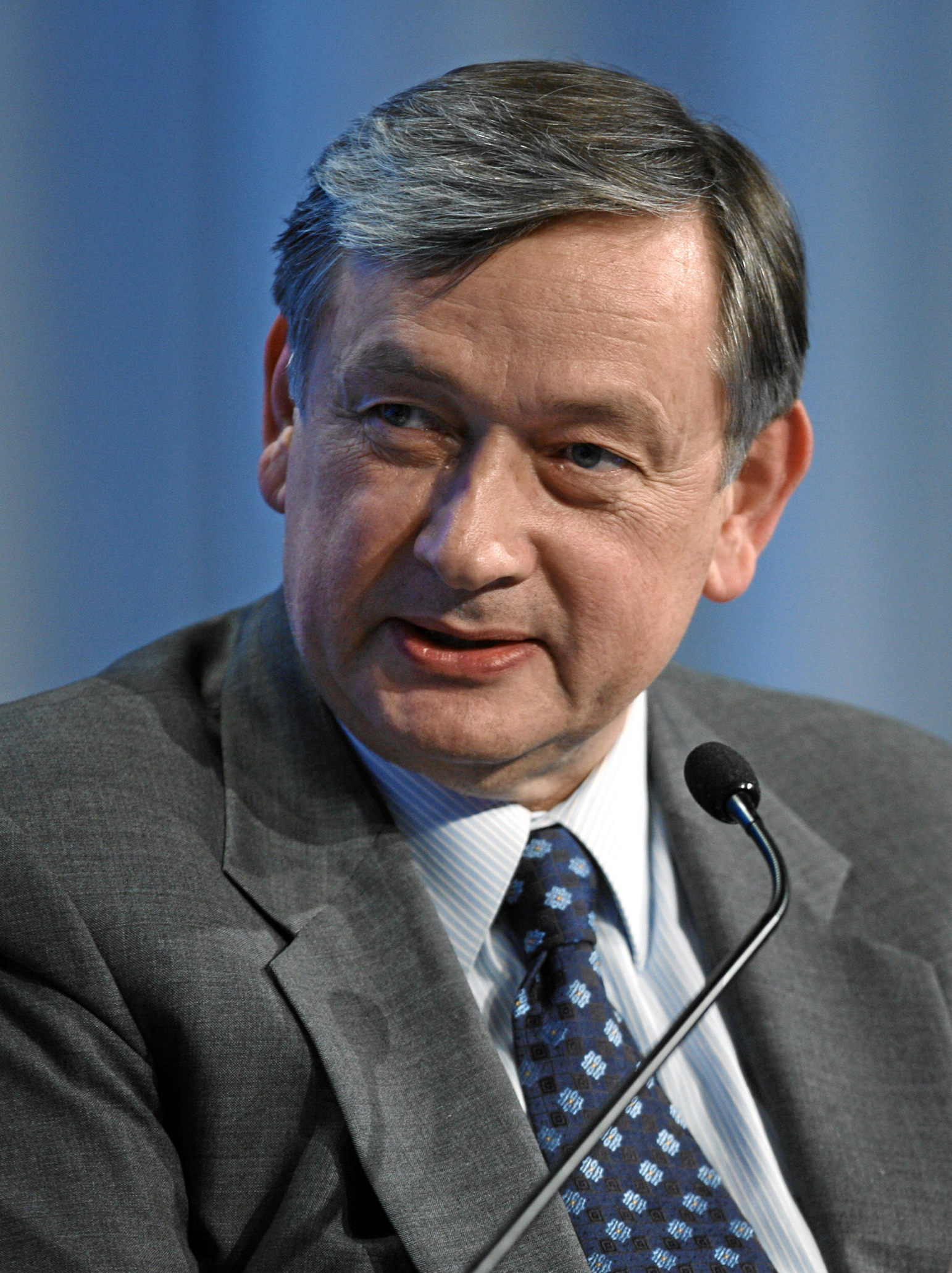
Danilo Türk 2007-2012
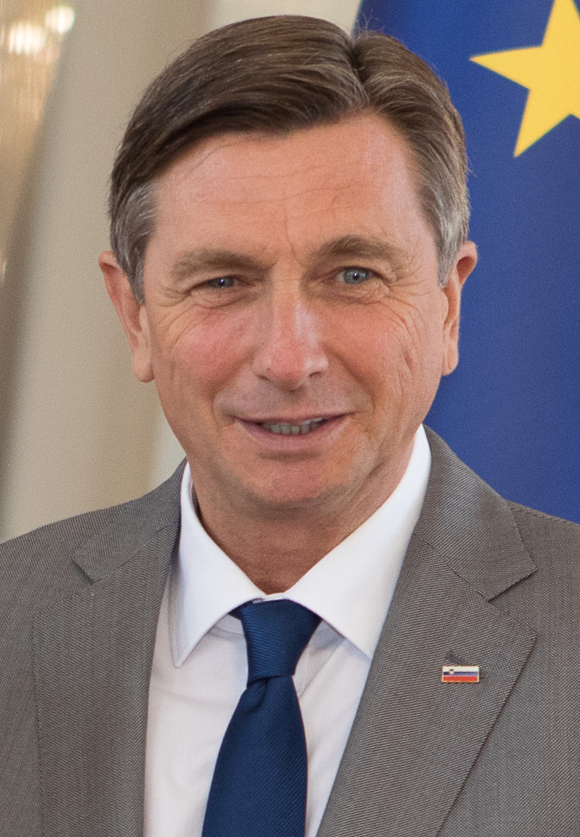
Borut Pahor 2012-2022
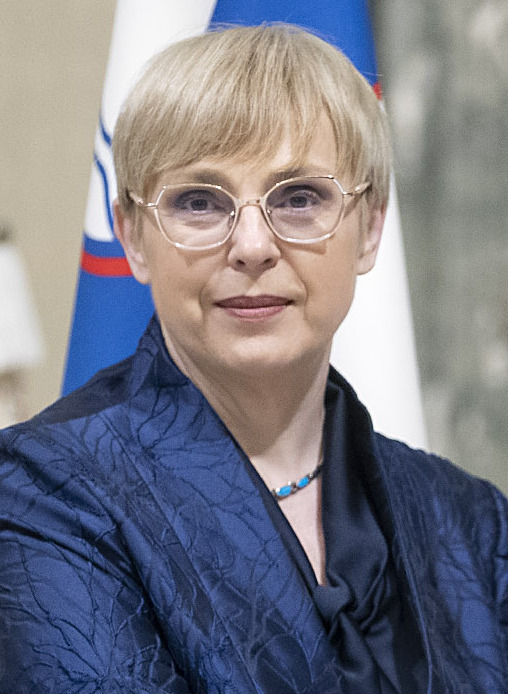
Nataša Pirc Musar 2022-présent

Gouvernement

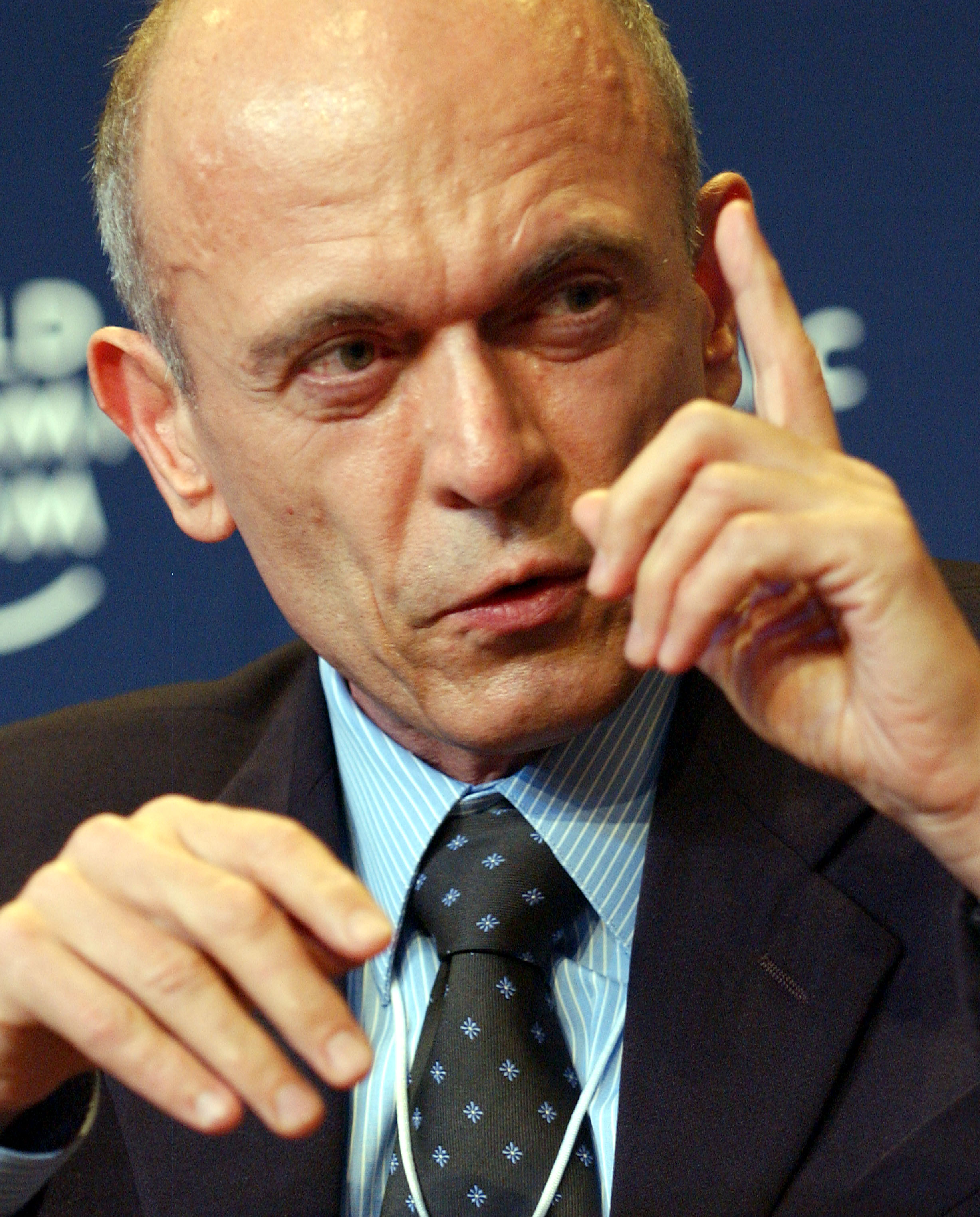
Janez Drnovšek 2000-2002
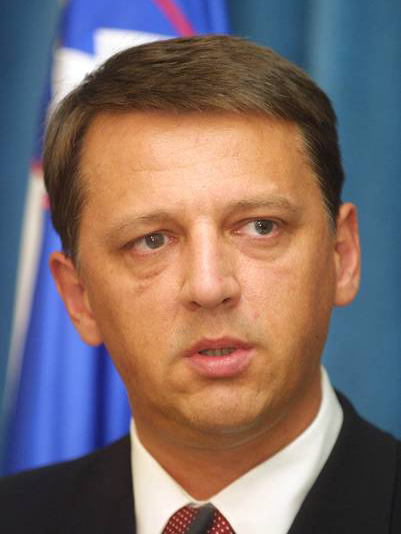
Anton Rop 2002-2004
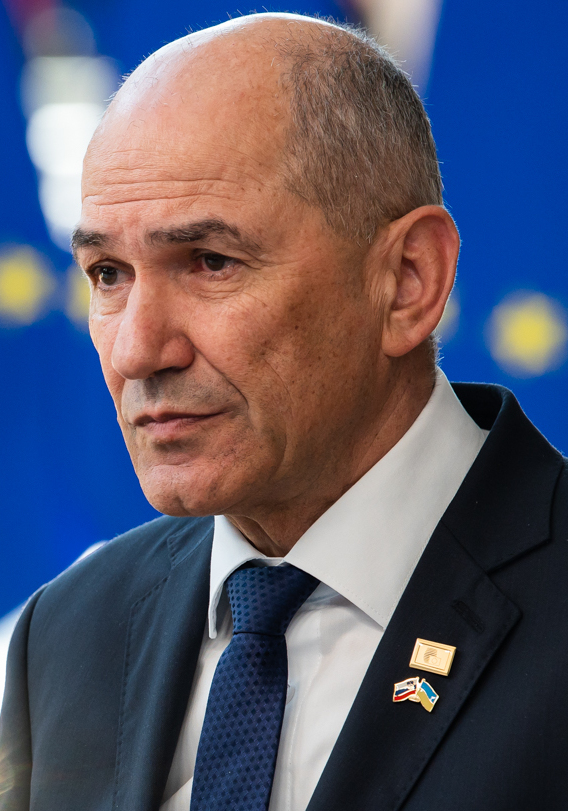
Janez Janša 2004-2008 2012-2013 2020-2022
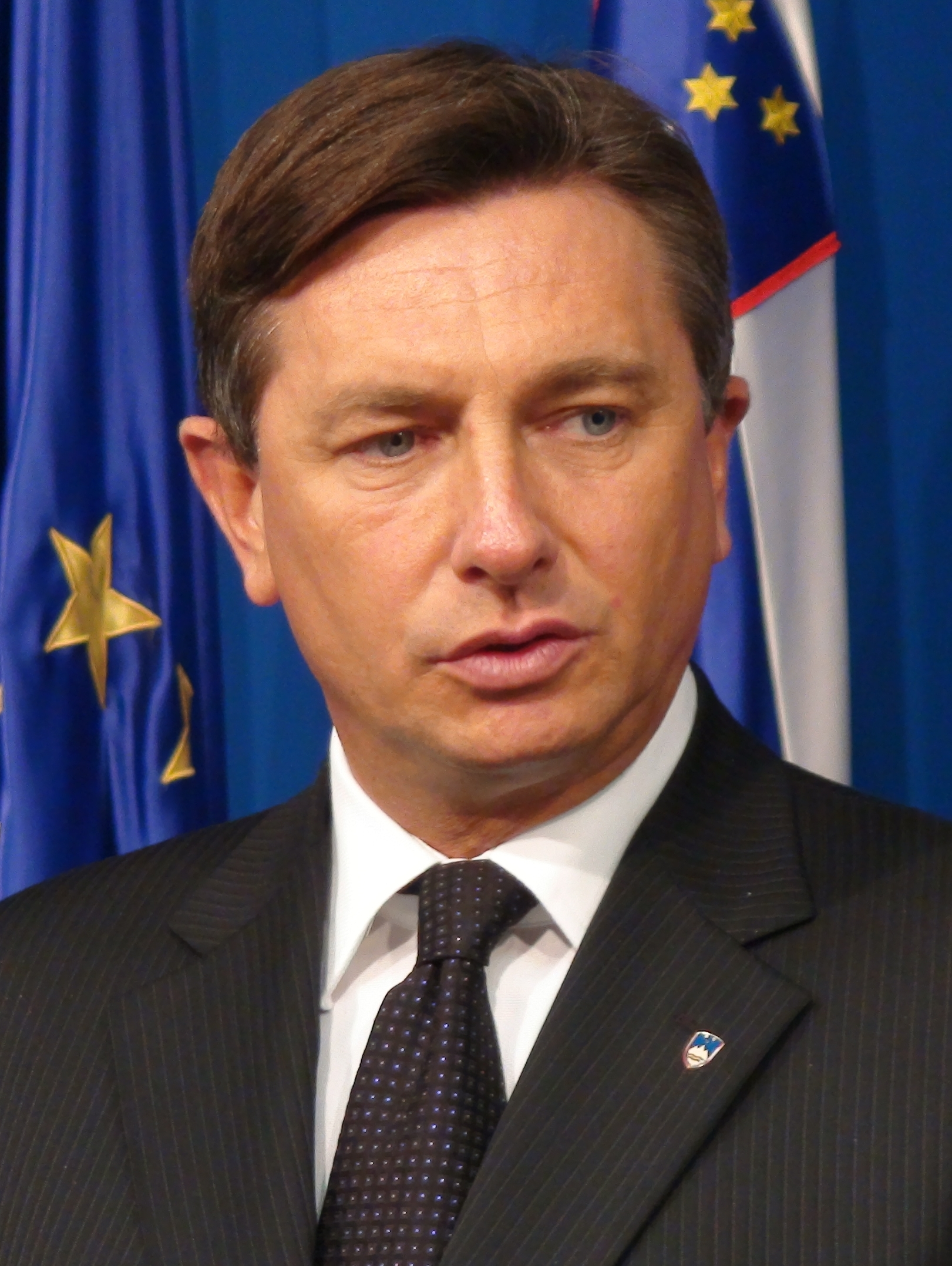
Borut Pahor 2008-2012
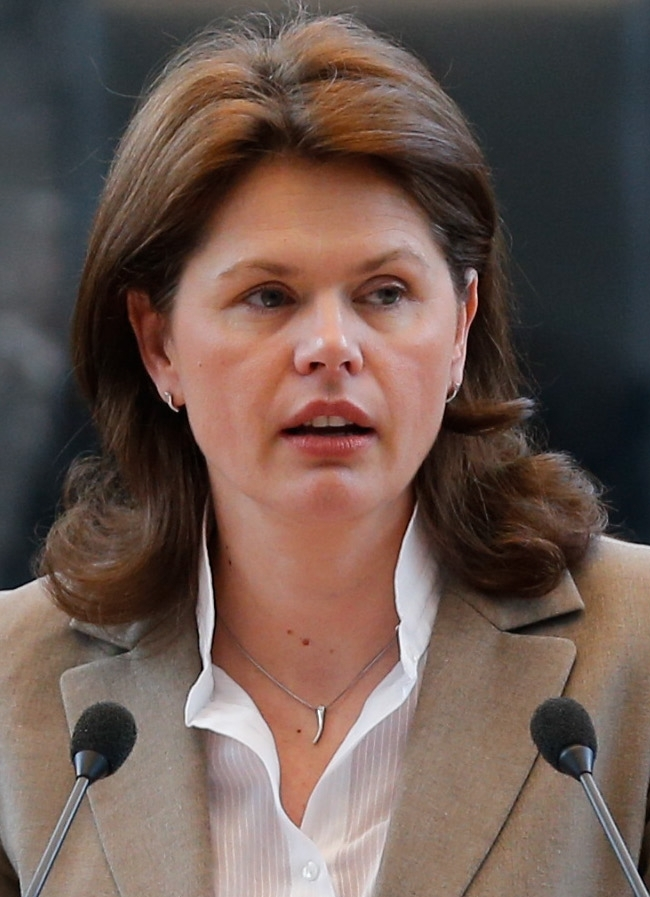
Alenka Bratušek 2013-2014
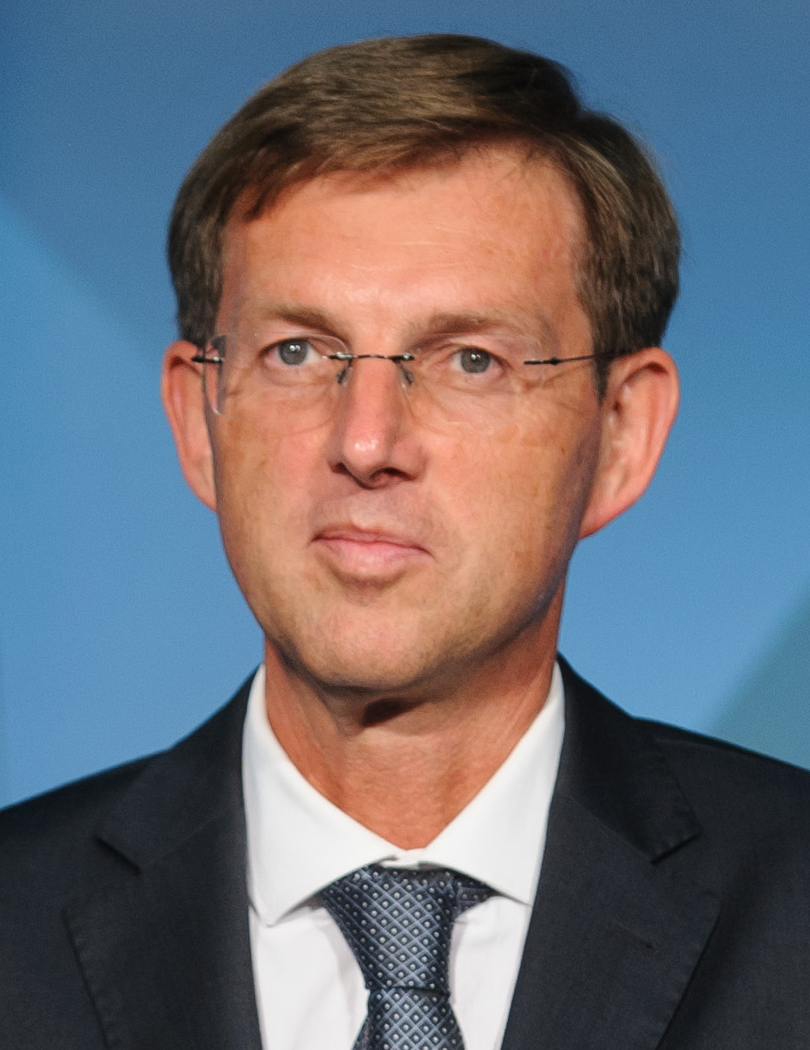
Miro Cerar 2014-2018
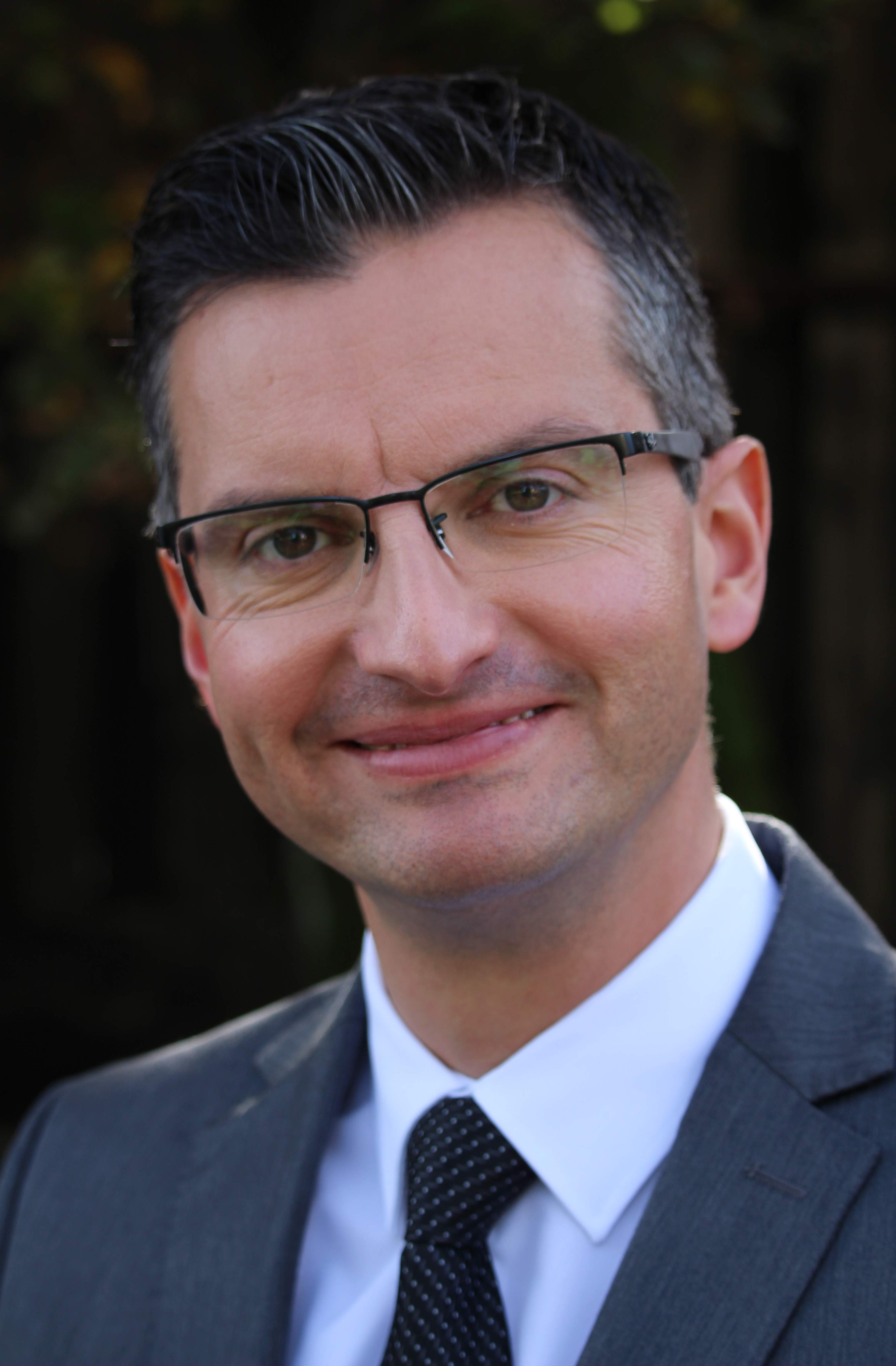
Marjan Šarec 2018-2020
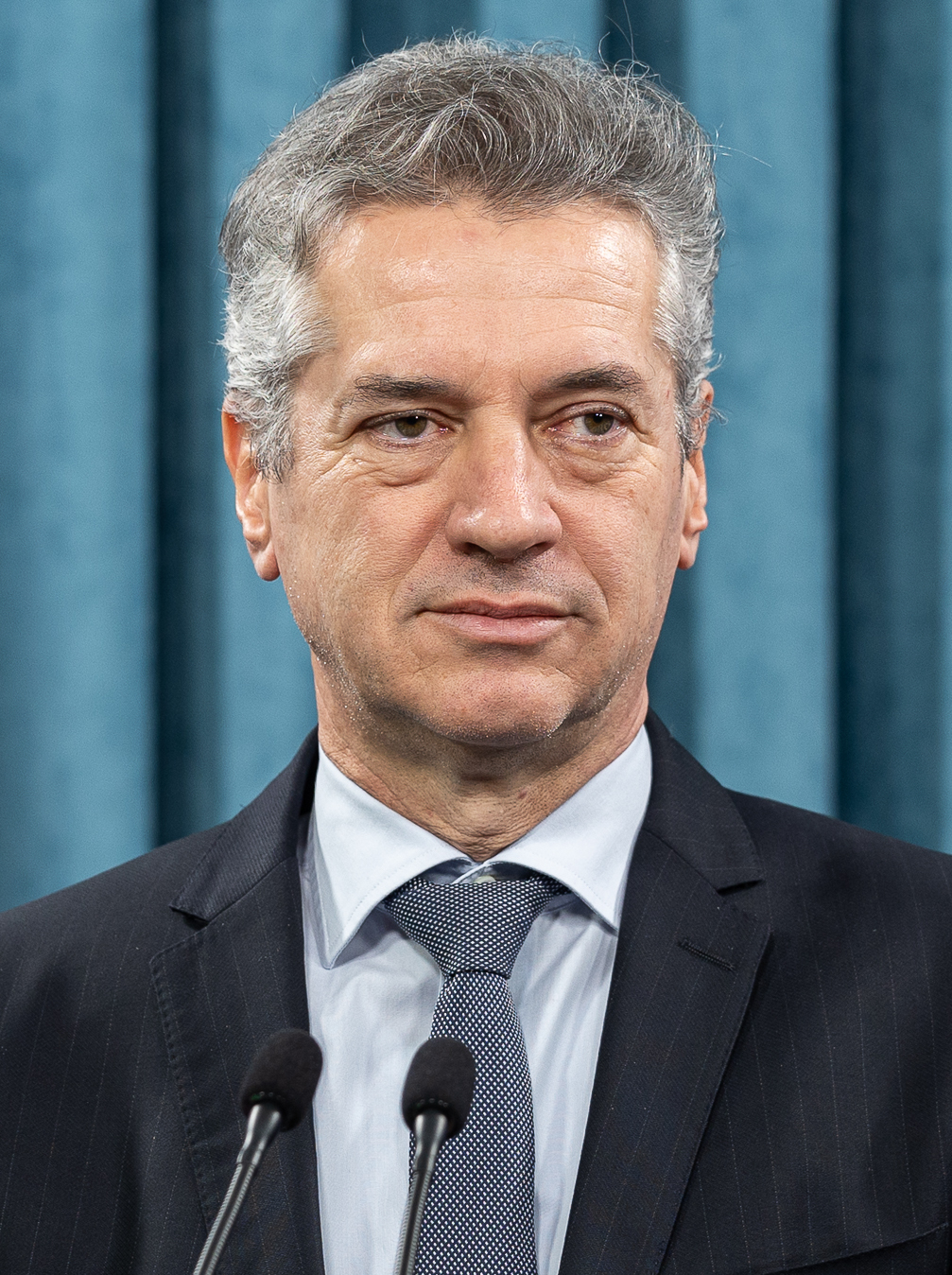
Robert Golob 2022-présent